# Bariumtellurid
Bariumtellurid ist eine anorganische chemische Verbindung des Bariums aus der Gruppe der Telluride. Neben diesem sind mit Bariumditellurid BaTe2 und Bariumtritellurid BaTe3 zwei weitere Bariumtelluride bekannt.

## Gewinnung und Darstellung
Bariumtellurid kann durch Reaktion von Barium mit Tellur gewonnen werden.
{\displaystyle {\ce {Ba + Te -> BaTe}}}
Ebenfalls möglich ist die Darstellung durch Reduktion von Bariumtellurat.

## Eigenschaften
Bariumtellurid ist ein weißer bis gelber Feststoff. Er besitzt eine kubische Kristallstruktur mit der Raumgruppe Fm3m (Raumgruppen-Nr. 225).

## Verwendung
Bariumtellurid wird als Halbleiter verwendet.